# Futbola Klubs Spartaks Jūrmala 2012
Questa voce raccoglie le informazioni riguardanti il Futbola Klubs Spartaks Jūrmala nelle competizioni ufficiali della stagione 2012.

## Rosa
| N. |                     | Ruolo | Calciatore             |
| -- | ------------------- | ----- | ---------------------- |
| 2  | Lettonia (bandiera) | C     | Viktors Morozs         |
| 3  | Lettonia (bandiera) | D     | Nauris Bulvītis        |
| 4  | Colombia (bandiera) | C     | Carlos Rua             |
| 5  | Colombia (bandiera) | C     | Jose Mesa              |
| 7  | Lettonia (bandiera) | C     | Deniss Tarasovs        |
| 8  | Lettonia (bandiera) | C     | Aleksandrs Gramovičs   |
| 9  | Lettonia (bandiera) | A     | Romāns Rjabinskis      |
| 10 | Colombia (bandiera) | A     | David Cortés           |
| 11 | Lettonia (bandiera) | A     | Staņislavs Kolomijcevs |
| 12 | Lettonia (bandiera) | C     | Konstantīns Budilovs   |
| 13 | Colombia (bandiera) | C     | Jairo Mosquera         |
| 14 | Ghana (bandiera)    | C     | Joseph Gyawu           |
| 15 | Lettonia (bandiera) | C     | Andrejs Panasjuks      |
| 17 | Ghana (bandiera)    | A     | Patrick Twumasi        |
| 18 | Ucraina (bandiera)  | A     | Yaroslav Sokol         |
| 20 | Colombia (bandiera) | D     | Duvan Castañeda        |

| N. |                     | Ruolo | Calciatore            |
| -- | ------------------- | ----- | --------------------- |
| 21 | Lettonia (bandiera) | A     | Romāns Mickevičs      |
| 23 | Lettonia (bandiera) | P     | Andrejs Pavlovs       |
| 24 | Lettonia (bandiera) | D     | Viktors Terentjevs    |
| 26 | Italia (bandiera)   | C     | Andrea Casimirri      |
| 27 | Lettonia (bandiera) | P     | Jānis Skābardis       |
| 28 | Lettonia (bandiera) | D     | Antons Jemeļins       |
| 29 | Lettonia (bandiera) | C     | Romāns Geiko          |
| 30 | Russia (bandiera)   | P     | Aleksandr Nevokshonov |
| 37 | Lettonia (bandiera) | P     | Pāvels Naglis         |
|    | Lettonia (bandiera) | D     | Maksims Lukaševičs    |
|    | Lettonia (bandiera) | D     | Dmitrijs Plukaitis    |
|    | Lettonia (bandiera) | D     | Edgars Pūliņš         |
|    | Lettonia (bandiera) | A     | Artūrs Krasnočubs     |
|    | Lettonia (bandiera) | D     | Jevgēņijs Kačanovs    |
|    | Lettonia (bandiera) | A     | Aleksandrs Briļs      |